# Papilio sataspes
Papilio sataspes är en fjärilsart som beskrevs av Felder 1864. Papilio sataspes ingår i släktet Papilio och familjen riddarfjärilar. Inga underarter finns listade i Catalogue of Life.